# Bambusa basihirsuta
Bambusa basihirsuta är en gräsart som beskrevs av Mcclure. Bambusa basihirsuta ingår i släktet Bambusa och familjen gräs. Inga underarter finns listade i Catalogue of Life.